# Nobunagun
Nobunagun (ノブナガン, Nobunagan) est un manga écrit et dessiné par Masato Hisa (ja). Il est prépublié depuis mai 2011 dans le magazine Comic Earth Star et compte cinq tomes en décembre 2014.
Une adaptation en série télévisée d'animation produite par le studio Bridge est diffusée initialement entre janvier et mars 2014 sur Tokyo MX. Dans les pays francophones, elle a été diffusée en simulcast sur J-One et Anime Digital Network.

## Synopsis
L'histoire se passant dans les années 2010 se centre sur le personnage de Shio Ogura, une lycéenne japonaise passionné par l'armement.
Alors qu'elle était en voyage scolaire à Kaohsiung sur l'île de Taïwan, elle se retrouve prise dans une attaque d'envahisseurs extra-terrestres appelés organismes évolutifs d'invasion contre lesquels l'armée de la République de Chine est impuissante. C'est alors qu'elle rencontre un être mystérieux ayant l'esprit de Jack l'éventreur capable de les combattre avec une sorte de bras multi-lames. Et Shio se révèle vite capable de manier sa propre arme en forme de canon automatique ayant elle-même l'esprit du personnage historique Oda Nobunaga.
Les capacités de ses personnages, les E-gènes, ont été récoltées à travers les siècles par un extra-terrestre dont le monde a été envahi par les créatures et qui veut éviter que la Terre ne connaisse le même sort.
Shio se retrouve engagé dans la DoGoo (Defense Organization aGainst Outer Objects), l'organisation supranationale chargée de lutter contre ces envahisseurs, sous le nom de Nobunagun.

## Personnages
Shio Ogura (小椋 しお, Ogura Shio)E-Gênes : Nobunaga
Adam Muirhead (アダム・ミューアヘッド, Adamu Mūaheddo)E-Gênes : Jack l'éventreur
Mahesh Mirza (マヘシュ・ミルザ, Maheshu Miruza)E-Gênes : Mohandas Karamchand Gandhi
Jess Beckham (ジェス・ベッカム, Jesu Bekkamu)E-Gênes : Isaac Newton

## Manga
Le manga Nobunagun a débuté le 12 mai 2011 dans le magazine Comic Earth Star. Le premier volume relié est publié par Earth Star Entertainment le 10 février 2012 et le sixième et dernier tome le 28 aout 2015.

## Anime
L'adaptation en série télévisée d'animation est annoncée en mai 2013. Celle-ci est produite au sein du studio Bridge avec une réalisation de Nobuhiro Kondo, un scénario de Hiroshi Yamaguchi et des compositions de Yutaka Shinya. Elle est diffusée initialement du 5 janvier au 30 mars 2014 sur Tokyo MX. Dans les pays francophones, la série a été diffusée en simulcast sur J-One et Anime Digital Network.

### Liste des épisodes
| No | Titre de l’épisode en français     | Titre original de l’épisode                               | Date de 1re diffusion |
| -- | ---------------------------------- | --------------------------------------------------------- | --------------------- |
| 1  | Oda Nobunaga                       | 織田信長 Oda Nobunaga                                     | 5 janvier 2014        |
| 2  | Les Envahisseurs évolués           | 進化侵略体 Shinka Shinryaku-tai                           | 12 janvier 2014       |
| 3  | L'Île de Capa                      | キャパの島 Kyapa no Shima                                 | 19 janvier 2014       |
| 4  | L'Ouragan                          | ハリケーン Harikēn                                        | 26 janvier 2014       |
| 5  | La 2e Section                      | 第二小隊 Daini Shōtai                                     | 2 février 2014        |
| 6  | La Viande de monstre               | カイジュウノニク Kaijū no Niku                            | 9 janvier 2014        |
| 7  | Musashi Wonder                     | ムサシ・ワンダー Musashi Wandā                            | 16 février 2014       |
| 8  | Le Tunnel                          | トンネル Ton'neru                                         | 23 février 2014       |
| 9  | Shio et Kaoru                      | しおとかおる Shio to Kaoru                                | 2 mars 2014           |
| 10 | DOGOO                              | DOGOO                                                     | 9 mars 2014           |
| 11 | Opération Stone Forest, 1re partie | ストーンフォレスト作戦・前編 Sutōn Foesuto Sakusen Zenpen | 16 janvier 2014       |
| 12 | Opération Stone Forest, 2e partie  | ストーンフォレスト作戦・後編 Sutōn Foesuto Sakusen Kōhen  | 23 mars 2014          |
| 13 | Nobunagun                          | ノブナガン Nobunagan                                      | 30 mars 2014          |